# Кордон Італія — Сан-Марино
Кордон Сан-Марино з Італією  — це державний кордон протяжністю 39 км, що тягнеться навколо анклаву Сан-Марино на території Італії. Кордон утворився після об'єднання Італії, хоча кордони Сан-Марино не змінювалися з часів Середньовіччя.

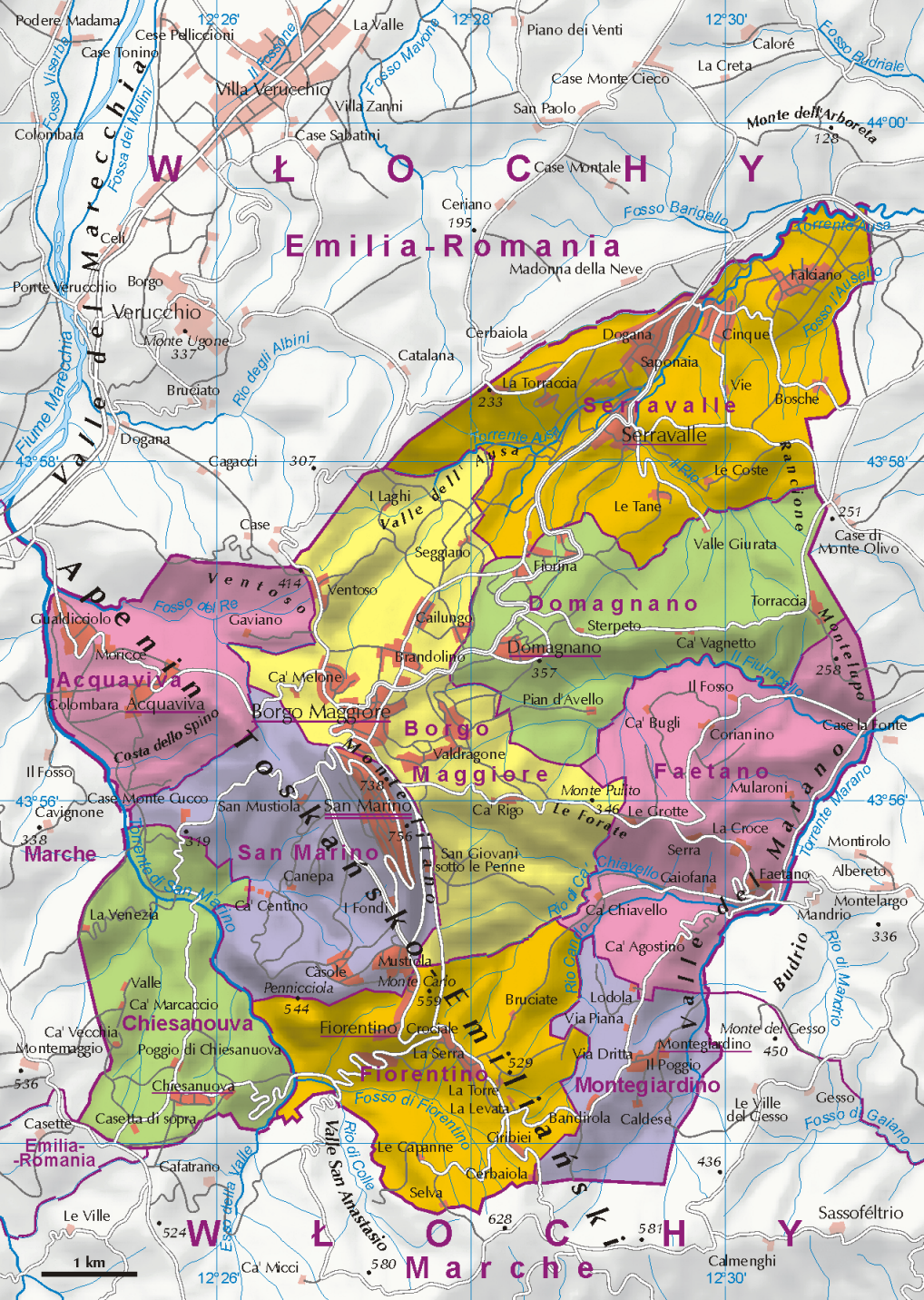
Мапа кордону між Сан-Марино та Італією

## Історія

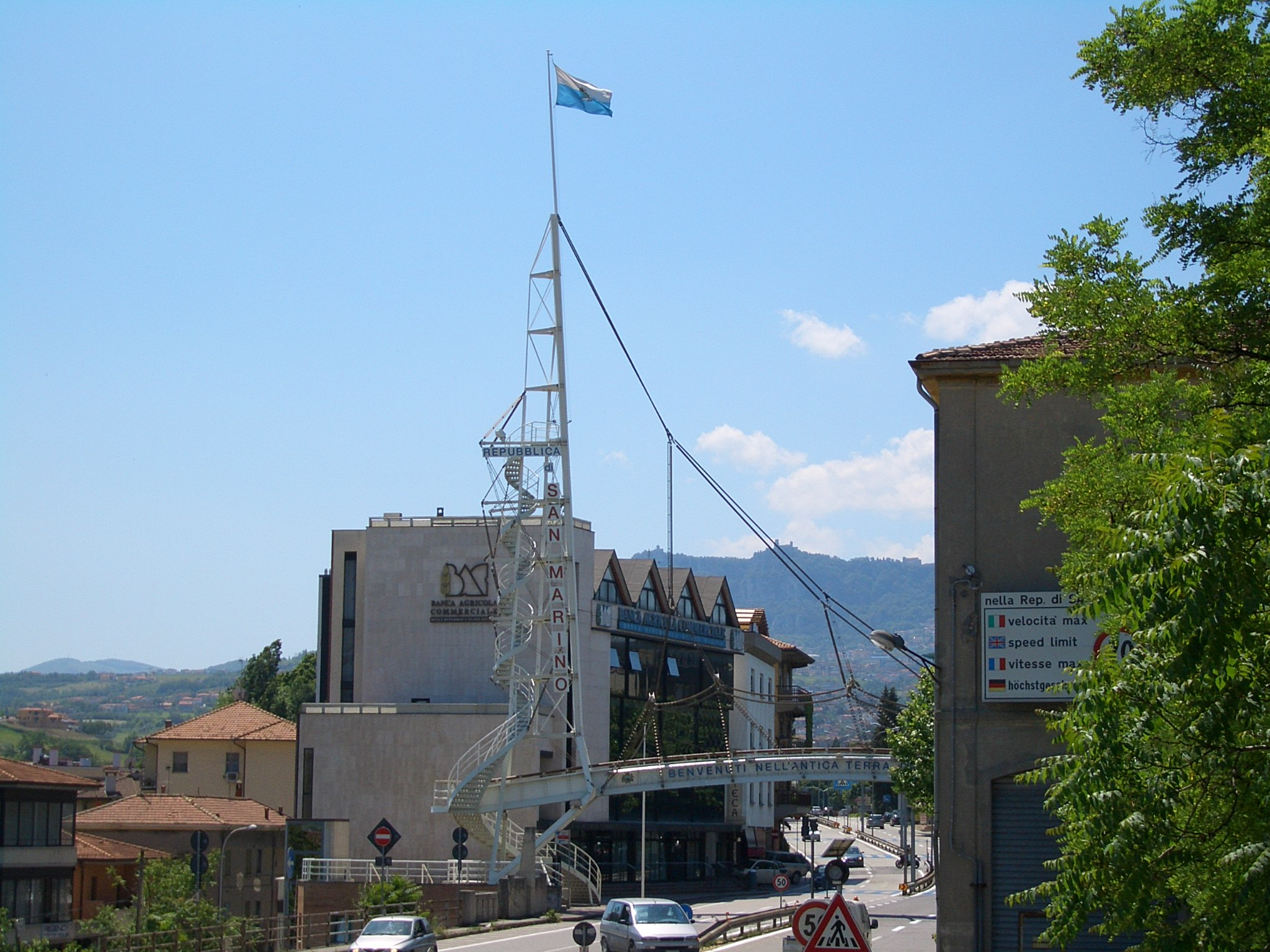
Доганський кордон

Папа Пій II затвердив кордони Сан-Марино буллою 27 червня 1463 року після участі Сан-Марино у війні з родиною Малатеста та анексії міст Фіорентіно, Монтеджардано, Серравалле та Фаетано. У 1797 році Наполеон Бонапарт запропонував мешканцям Сан-Марино розширити свою територію, але вони відмовилися від цієї можливості, не бажаючи ставити під загрозу незалежність своєї країни. Після об'єднання Італії кордони Сан-Марино було визнано договором, укладеним 22 березня 1862 року.

## Напрямок
Лінія кордону оточує національну територію Сан-Марино замкнутим, приблизно п'ятикутним неправильним кільцем і відділяє її від національної території Італії, яка оточує її з усіх боків. Кордон на заході частково проходить по річці Сан-Марино, але одна з адміністративних одиниць, К'єзануова, майже повністю лежить за цією річкою. Північний кордон проходить уздовж річки Ауса, в одному кілометрі на південь від неї, та потоку Фоссо-дель-Ре, тоді як східний кордон проходить частково вздовж річки Марано.

## Прикордонні перетини

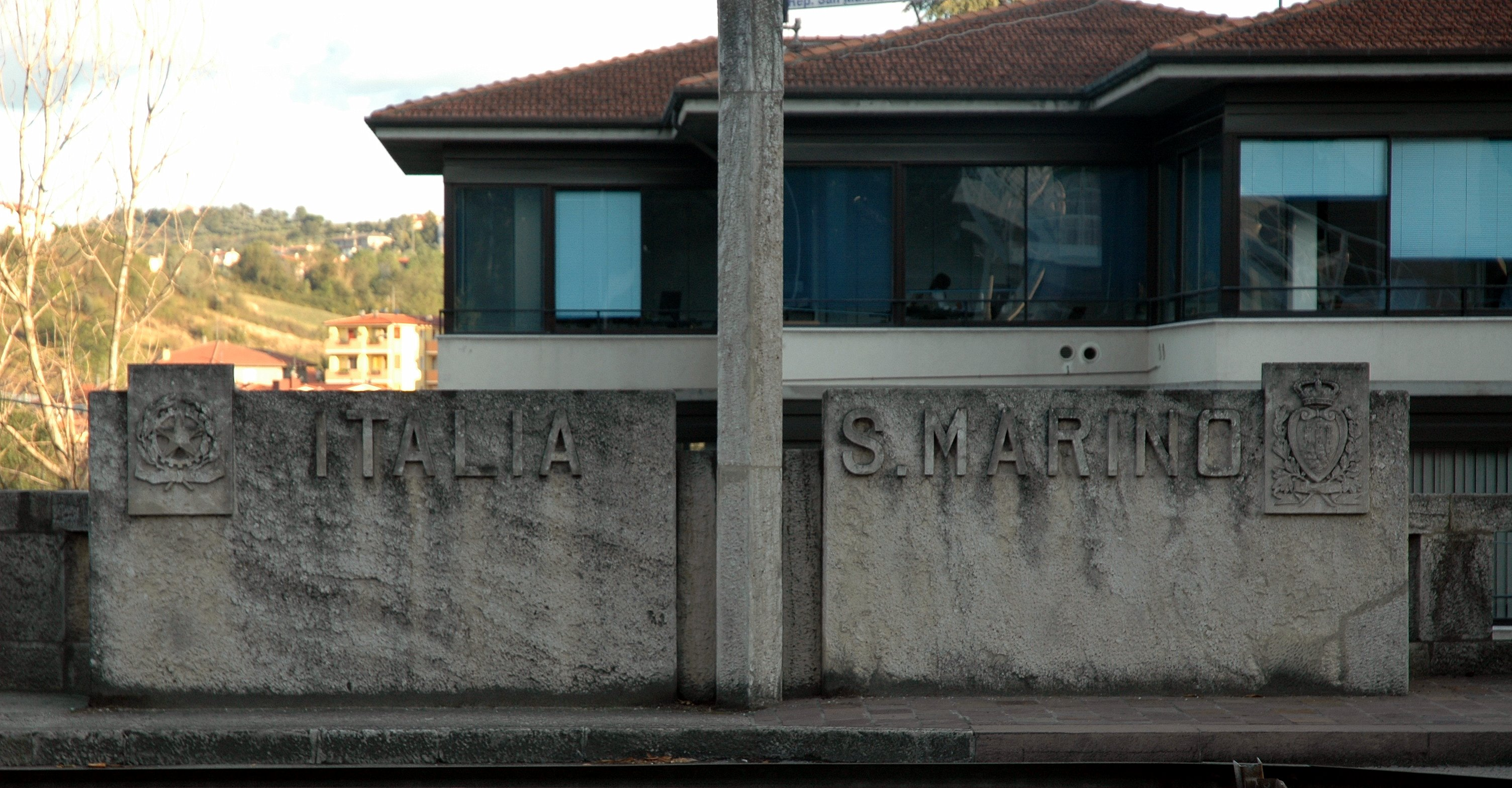
Межовий знак на Strada Statale 72

Через кордон ведуть різні перетини:
- Cerbaiola — SP 2 di Mercatino Conca → Mercatino Conca (провінція Пезаро та Урбіно)
- Gualdicciolo — SP 15th diramzione Gualdicciolo → Torello di San Leo (провінція Ріміні)
- Ventoso — SP 32 di San Marino → Verucchio
- Dogana — Strada Statale 72 di San Marino → Ріміні
- Pianacci — SP 86 di Cà Micci → Cà Micci di Sassofeltrio (провінція Ріміні)
- Caladino — SP 89 Strada Leontina → Agenzia Stazione di San Leo (провінція Ріміні)
- Faetano — SP 131 Tre Ponti → Montescudo (провінція Ріміні)